# Kraftwerk Sual
Das Kraftwerk Sual ist ein Kohlekraftwerk in der Stadtgemeinde Sual, Provinz Pangasinan, Philippinen, das am Golf von Lingayen liegt. Es wird von TeaM Energy betrieben; TeaM Energy ist ein Joint Venture von Tepco und Marubeni.
Mit einer installierten Leistung von 1,2 (bzw. 1,218 oder 1,294) GW ist Sual eines der leistungsstärksten Kohlekraftwerke auf den Philippinen. Es dient zur Abdeckung der Grundlast.
Mit den Vorarbeiten zur Errichtung des Kraftwerks wurde 1995 begonnen; die Bauarbeiten begannen im Februar 1996. Das Kraftwerk ging 1999 in Betrieb und wird bis 2024 mit dem Betreibermodell Build Operate Transfer (BOT) betrieben. Im November 2009 wurde die San Miguel Energy Corporation, eine Tochter der San Miguel Corporation, der Independent Power Producer Administrator (IPPA) für Sual.

## Kraftwerksblöcke
Das Kraftwerk besteht gegenwärtig aus zwei Blöcken. Die folgende Tabelle gibt einen Überblick:
| Block | Max. Leistung (MW) | Betriebsbeginn | Turbine     | Generator   | Dampfkessel |
| ----- | ------------------ | -------------- | ----------- | ----------- | ----------- |
| 1     | 647                | 24.11.1999     | GE / Alstom | GE / Alstom | Stein       |
| 2     | 647                | 24.11.1999     | GE / Alstom | GE / Alstom | Stein       |

Der Dampfdruck in der Turbine beträgt 175 Bar; die Temperatur des Dampfs liegt bei 540 °C. Die Generatorspannung beträgt 22 kV.